# Église Saint-Brice d'Ay
L'église Saint-Brice  de Ay (Marne) est une église gothique du XVe siècle.

## Historique
L’église Saint-Brice d’Aÿ est un édifice de style gothique datant du XVe siècle. La tour est du XVIe siècle. Elle est classée monument historique depuis 1942. Elle brule en partie fin XVIe siècle et est consolidée par la fermeture de plusieurs arcades . Des travaux en 1843, le plafond des bas-côtés est rétabli à sa hauteur actuelle, les badigeons des murs grattés et la chapelle de la Vierge restaurée ; le plafond de la nef n'est rétabli qu'en 1860.

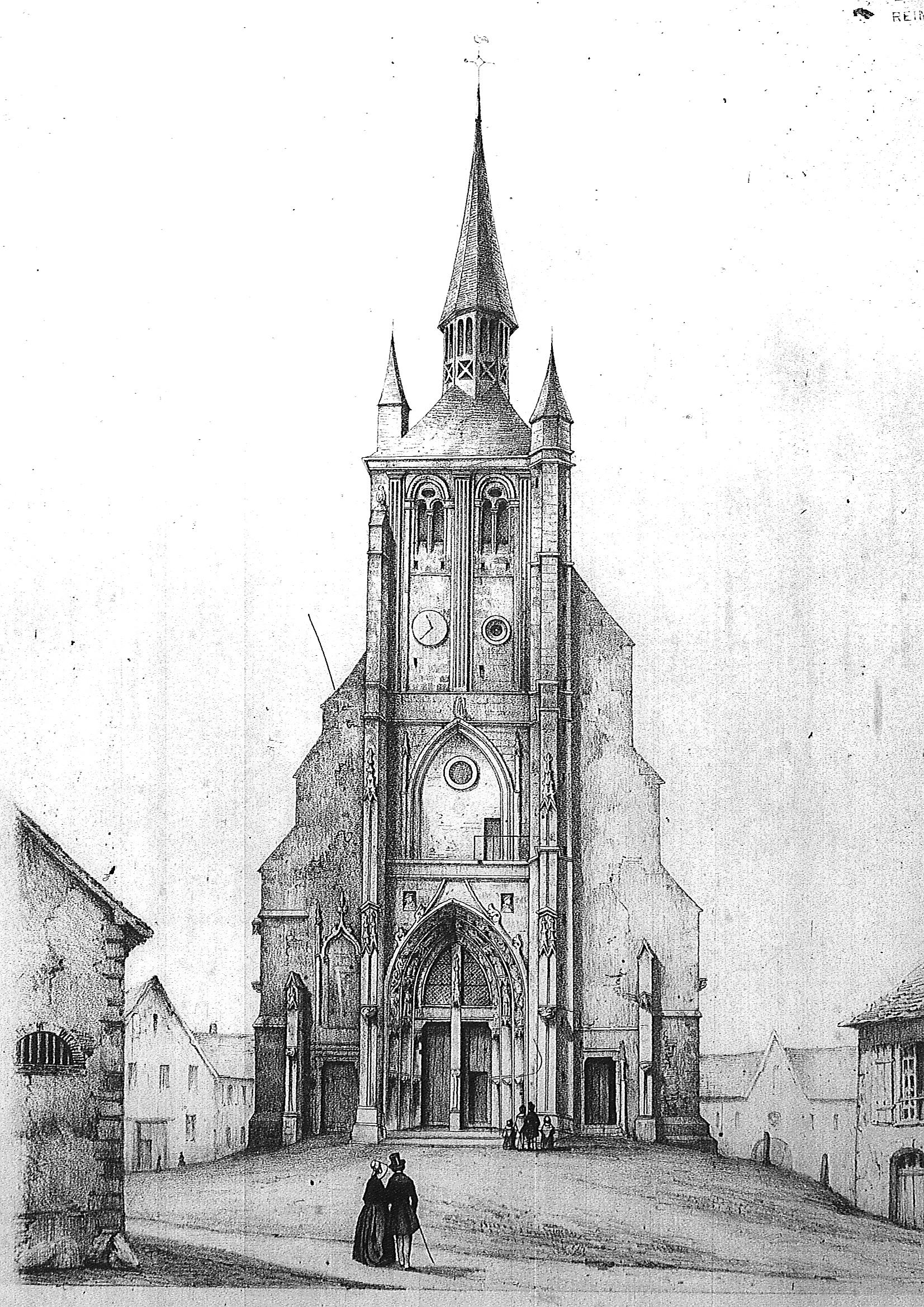
L'ancienne tour.

L'abside est restaurée à partir de 1867, grattage des badigeons, pose de nouvelles verrières, un nouvel autel en 1869 tout en ouvrant six des fenêtres de la nef.
La commune y organise tous les ans un festival de musique classique, au cours du mois de mai.

## Architecture

### Façade occidentale
De nombreuses statues ornent la façade occidentale. La porte principale est rehaussée d'une archivolte, elle est faite d'une triple nervure dont celle du centre relate la vie de Brice de Tours. Les deux autres sont des scènes se déroulant dans les vignes où se trouvent des animaux fabuleux.
Le tympan recèle une figure masculine à gauche, une féminine à droite, entre les deux une représentation de Dieu. Un balustre protège la rosace qui est incluse dans un arc brisé .

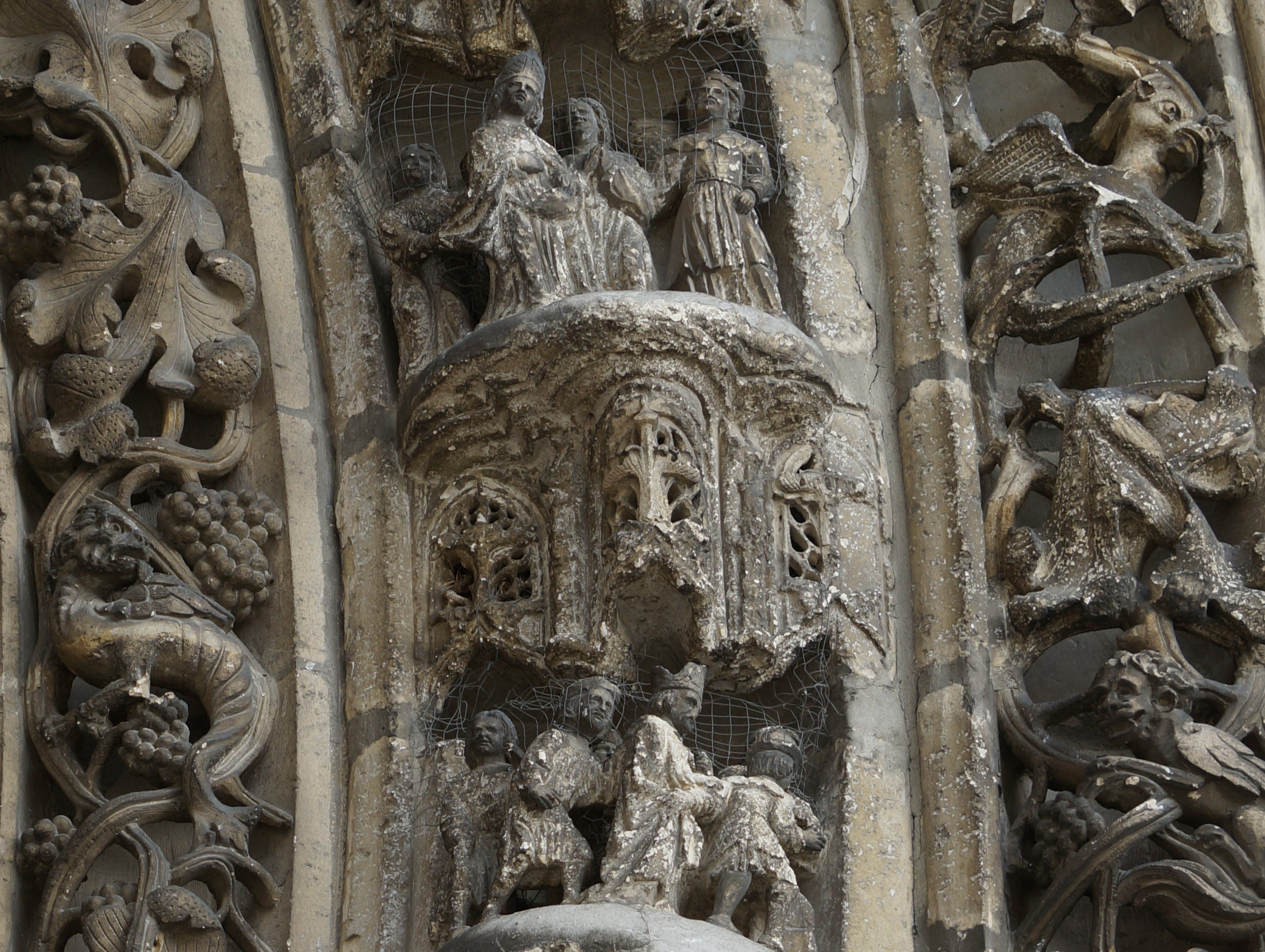
Vie de Brice.
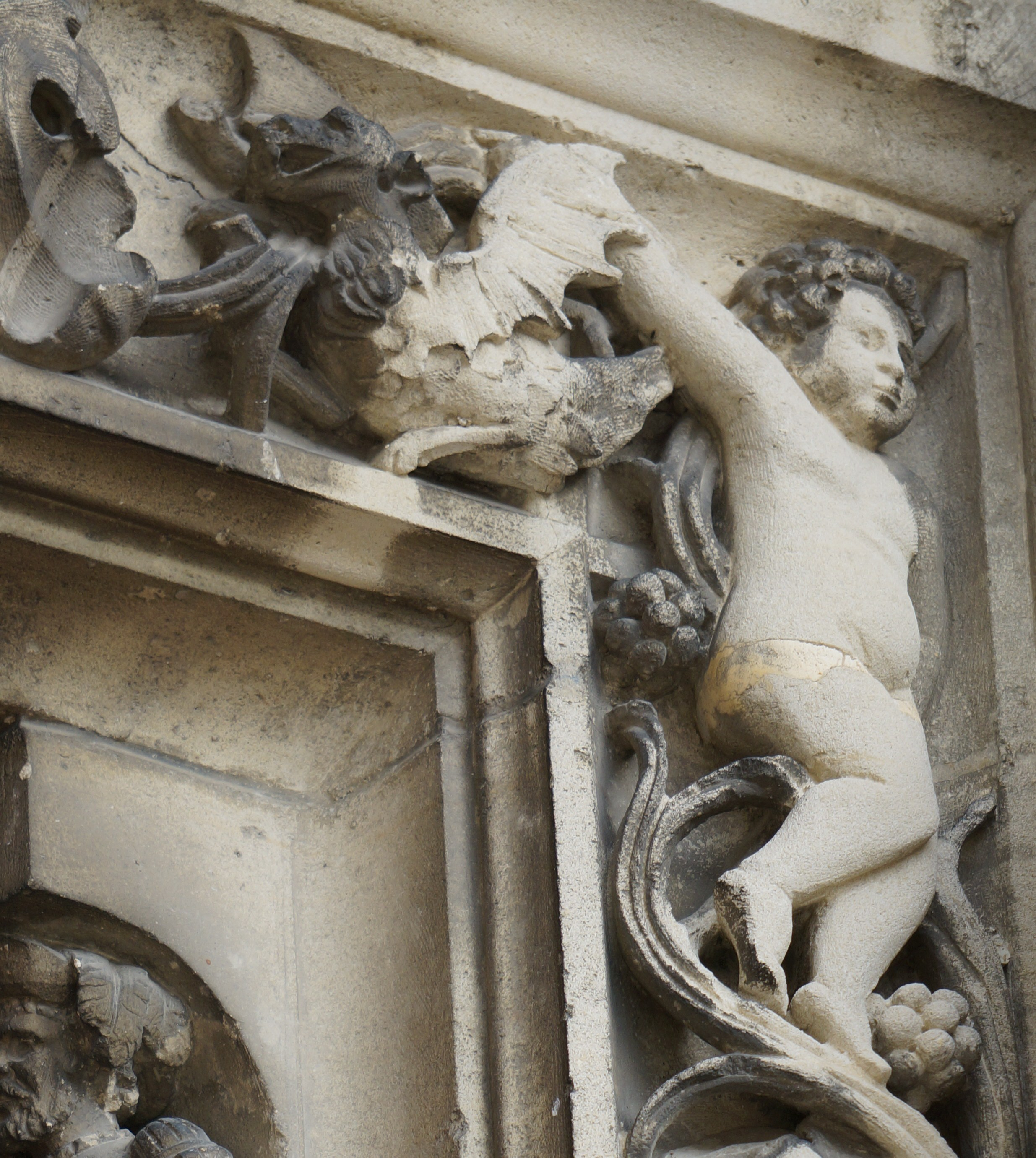
Angle supérieur droite de la porte de droite (vouivre et vigneron).
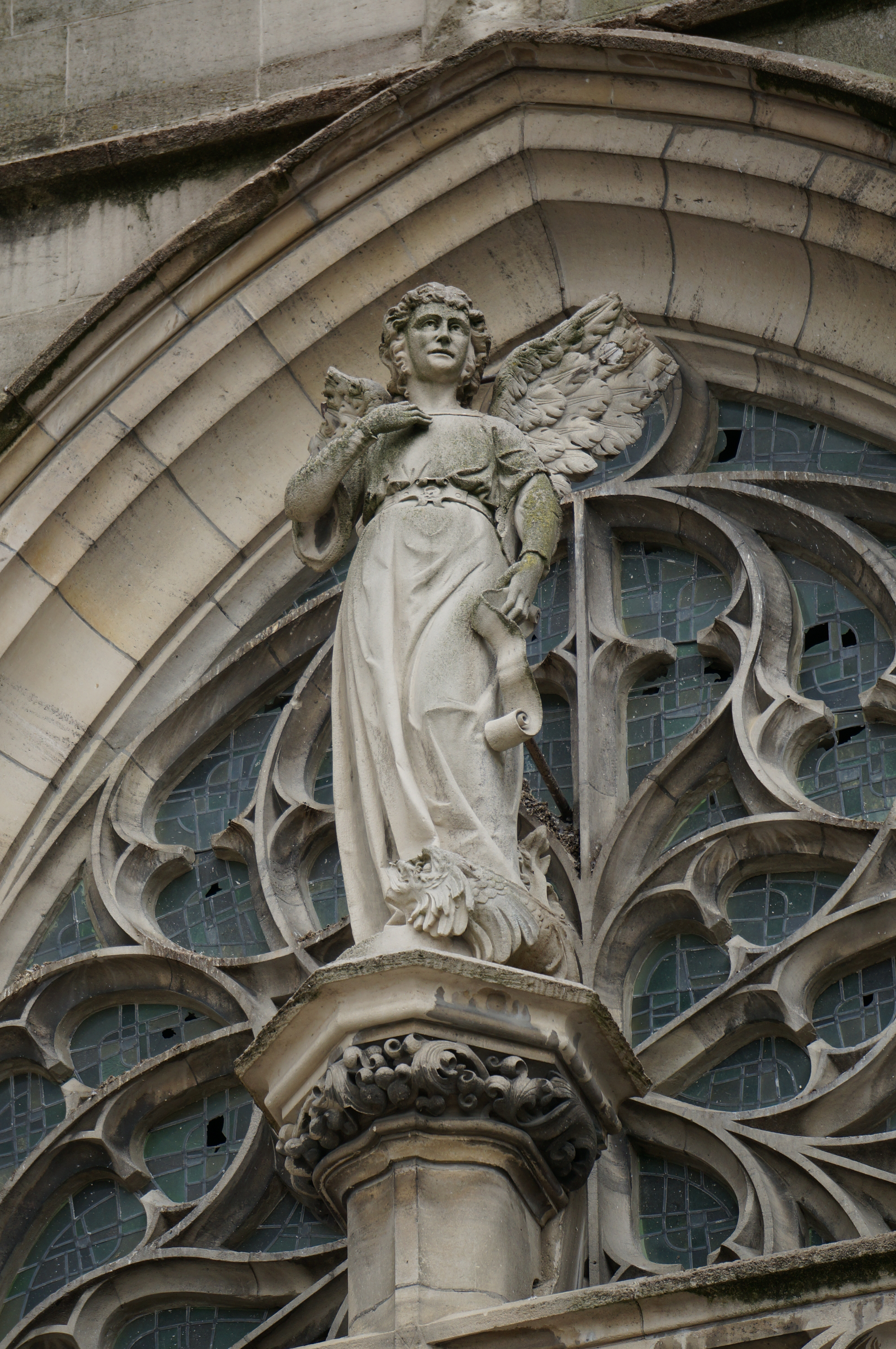
Ange devant la rosace.
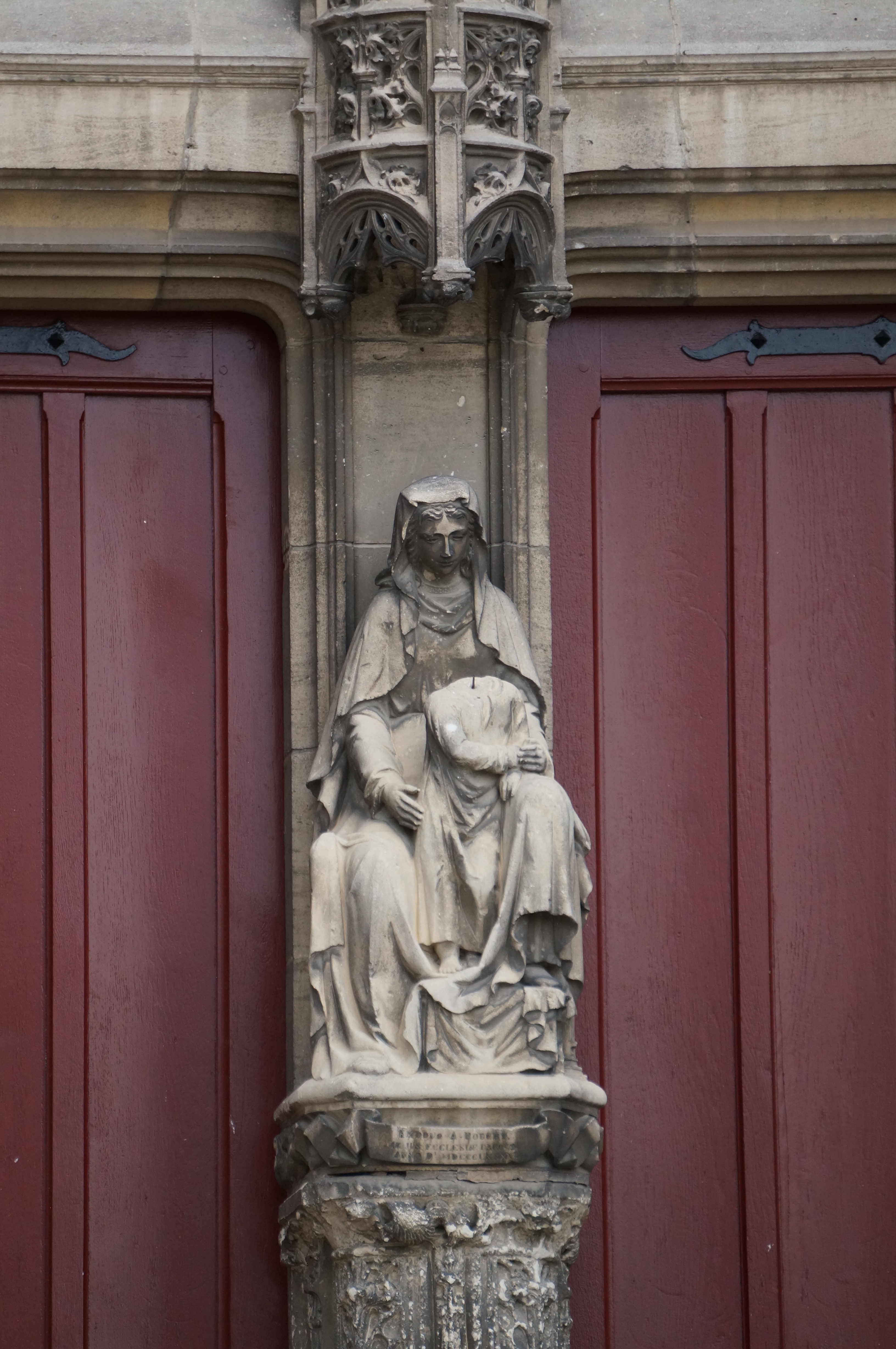
Vierge devant le pilier central.
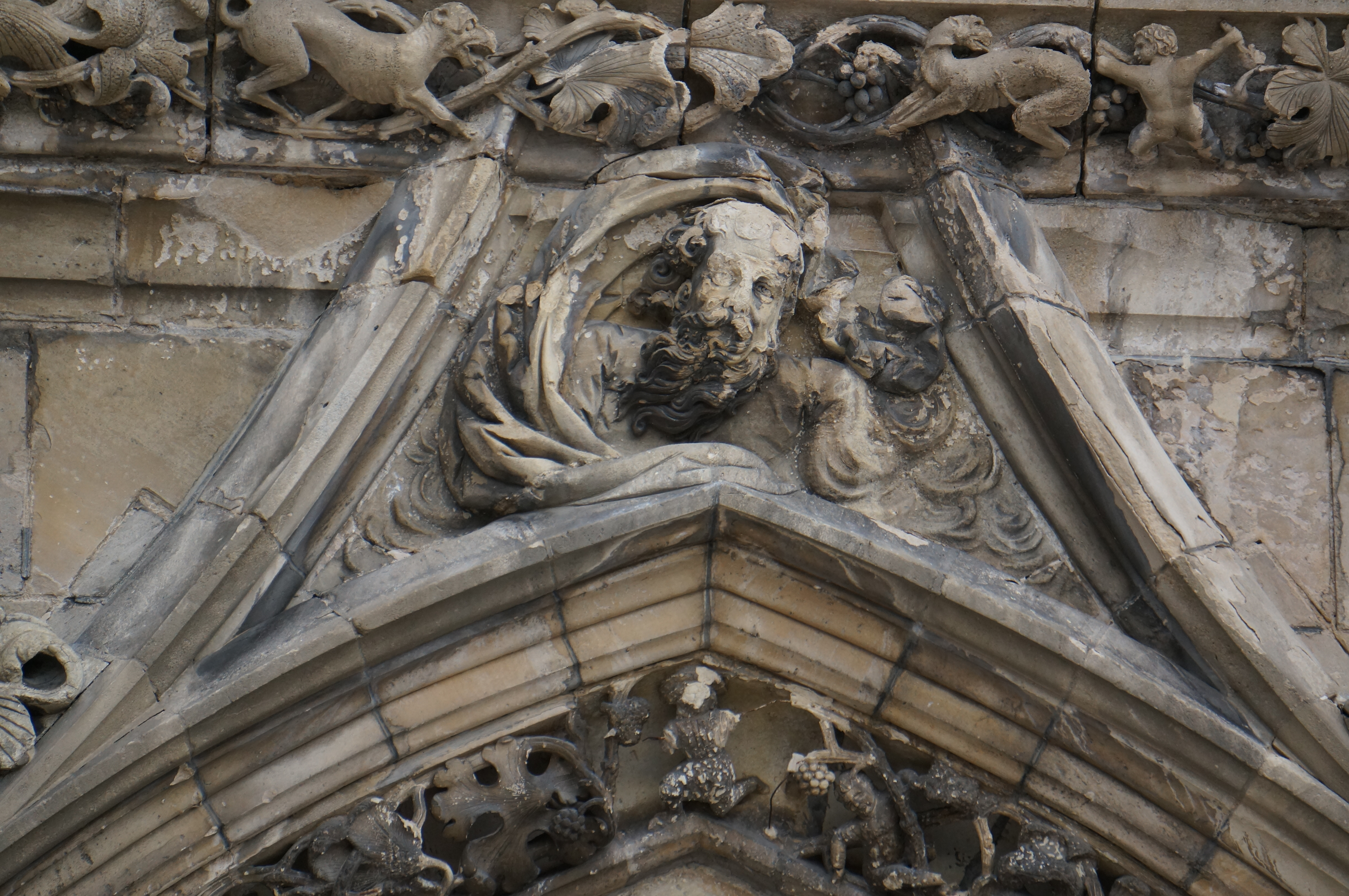
Centre du tympan.

Les deux portes latérales sont sur la même modèle, une porte rectangulaire surmontée d'un vitrail dans un arc brisé. Le tour de la porte est rehaussé d'une frise mêlant vigne ou chêne, vignerons et animaux fabuleux. La porte est séparée par une ligne sculptée du vitrail.
Une frise fait presque tout le tour du bâtiment sous le toit.

### Mobilier
Le monument possède un grand orgue de style baroque français datant de 1749 qui fut construit par le menuisier rémois Jean Labègue. Il fut relevé et modifié en 1898 par Pierre Schyven. Il fut restauré en 1988/1991 par Gaston Kern sur les plans de Schyven. Pour la partie instrumentale, elle vient de Pierre Aubé, facteur d'orgues du Roi, en 1751 un premier jeu est livré et un organiste prend place, il s'agit de Jean Lepage. En 1752, une nouvelle tranche de travaux, mais il faut attendre 1756 pour la livraison finale par Jean Cochu. La partie instrumentale fut perdue tant par la modification du XIXe siècle que par le bombardement du 10 juin 1940. 

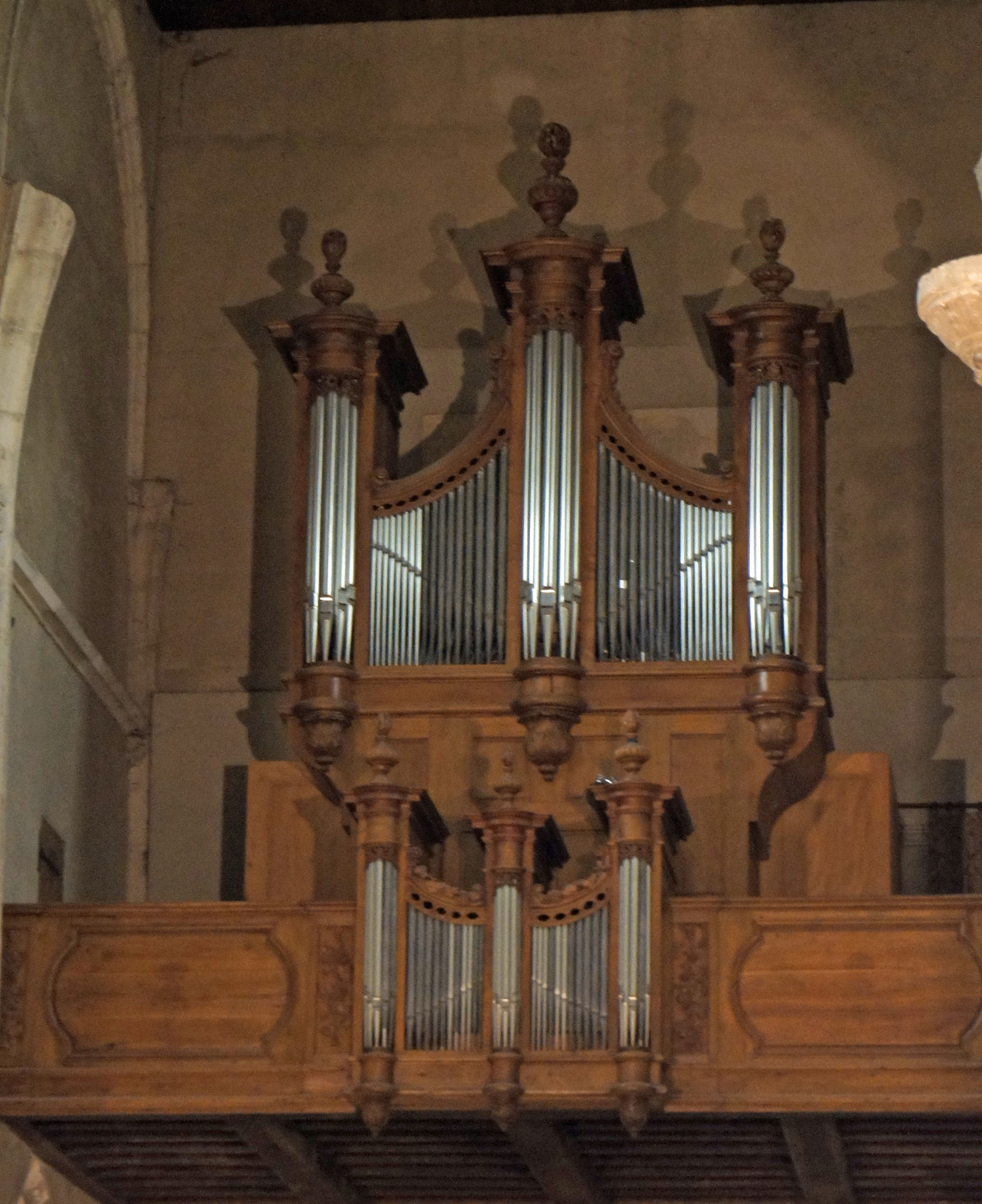
L'orgue.
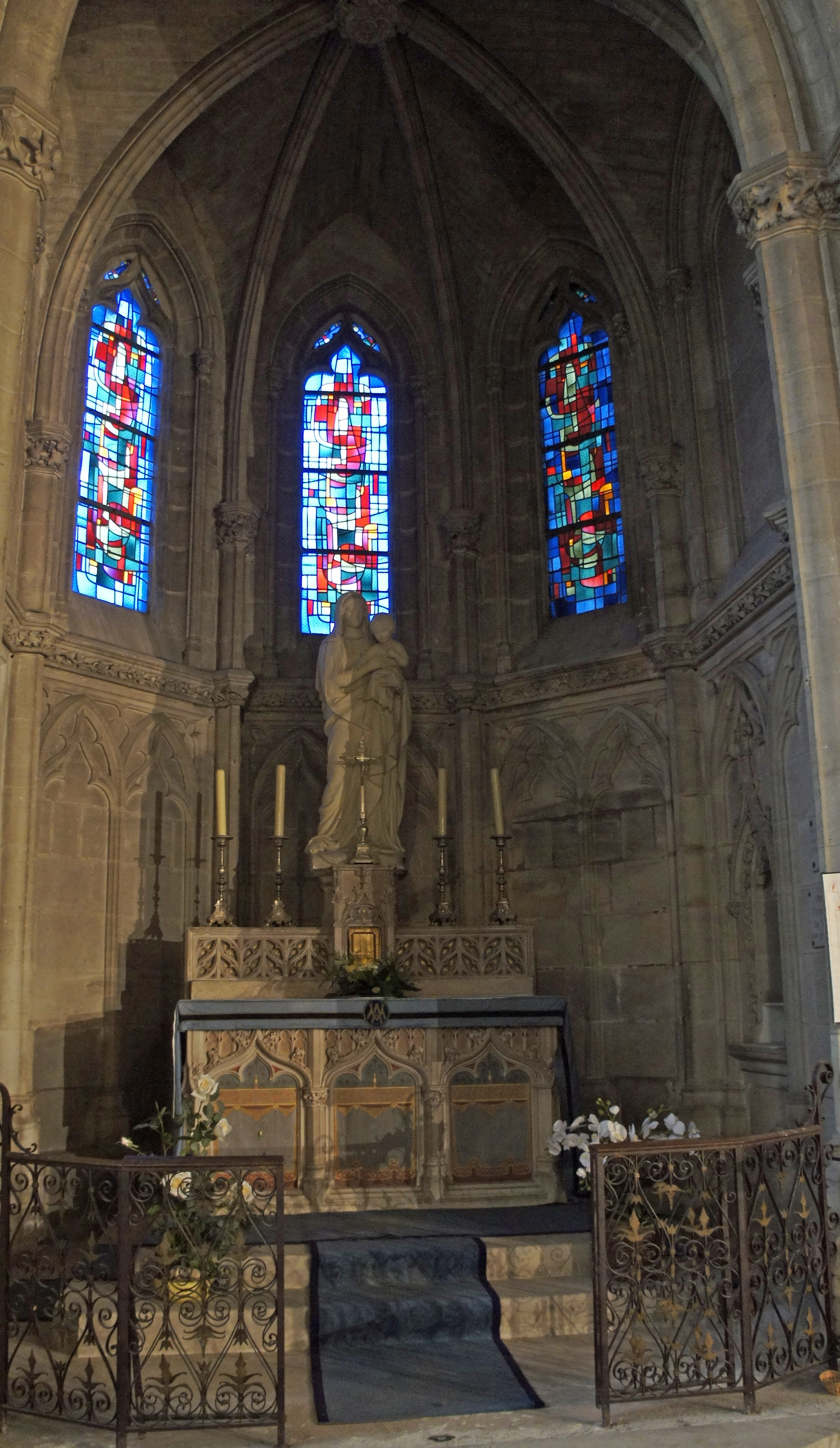
Une chapelle,
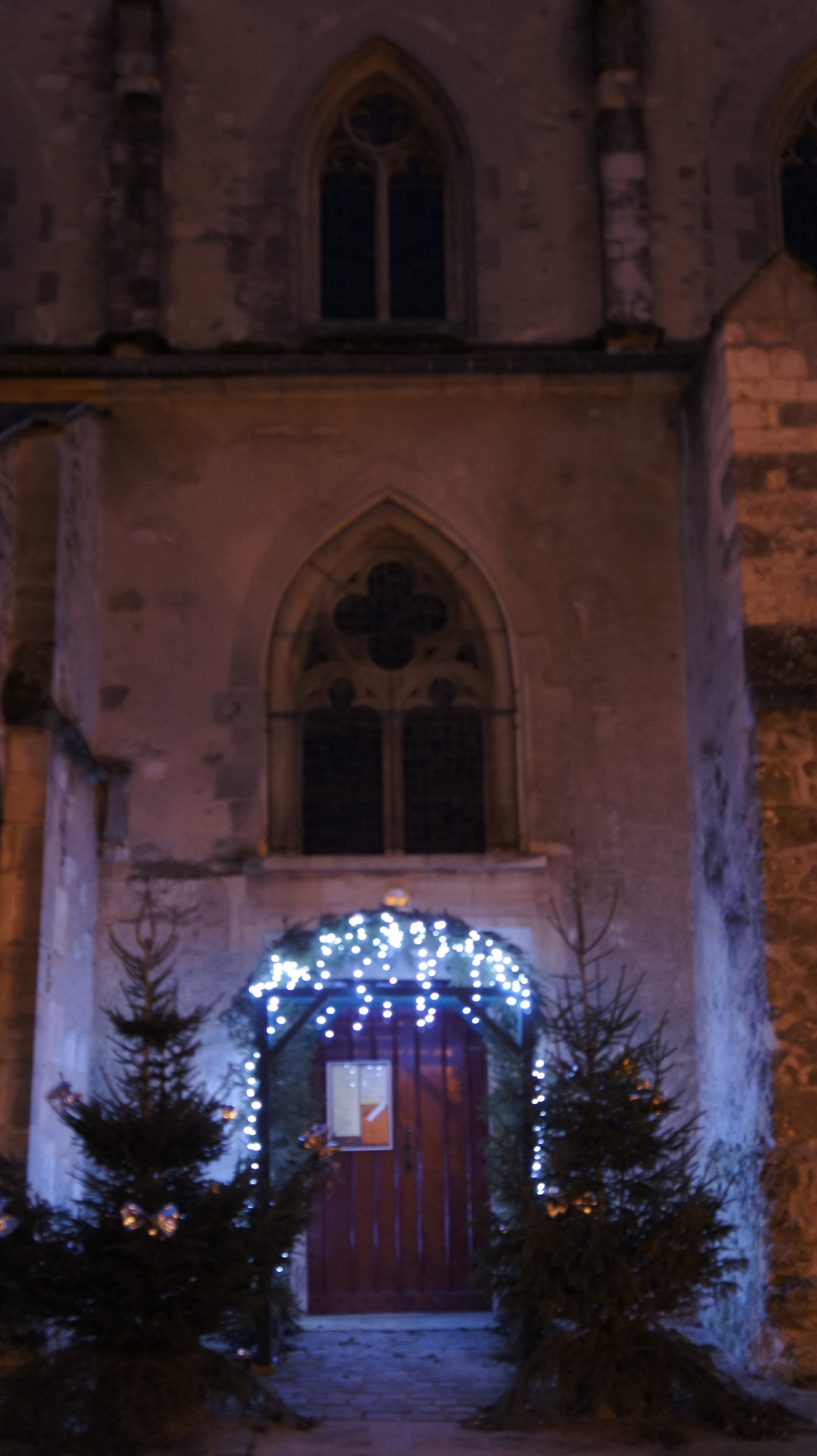
portail nord,
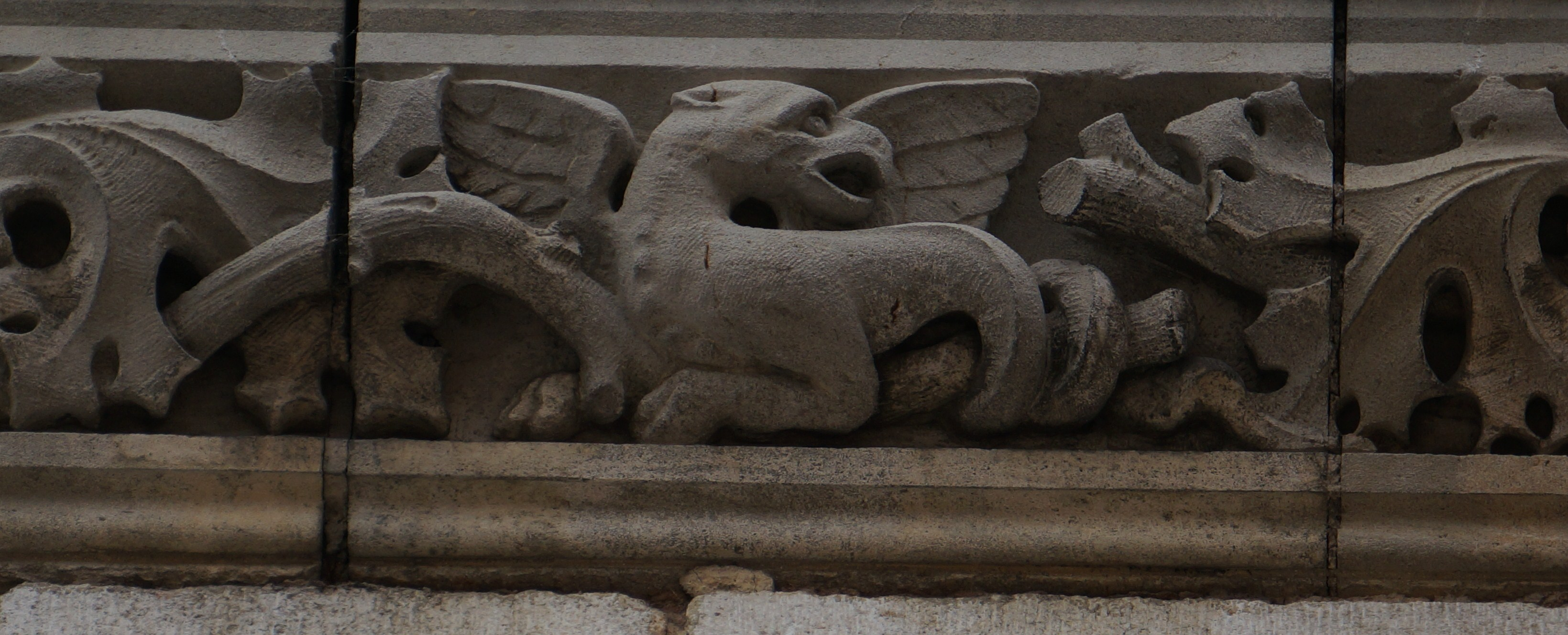
basilic,
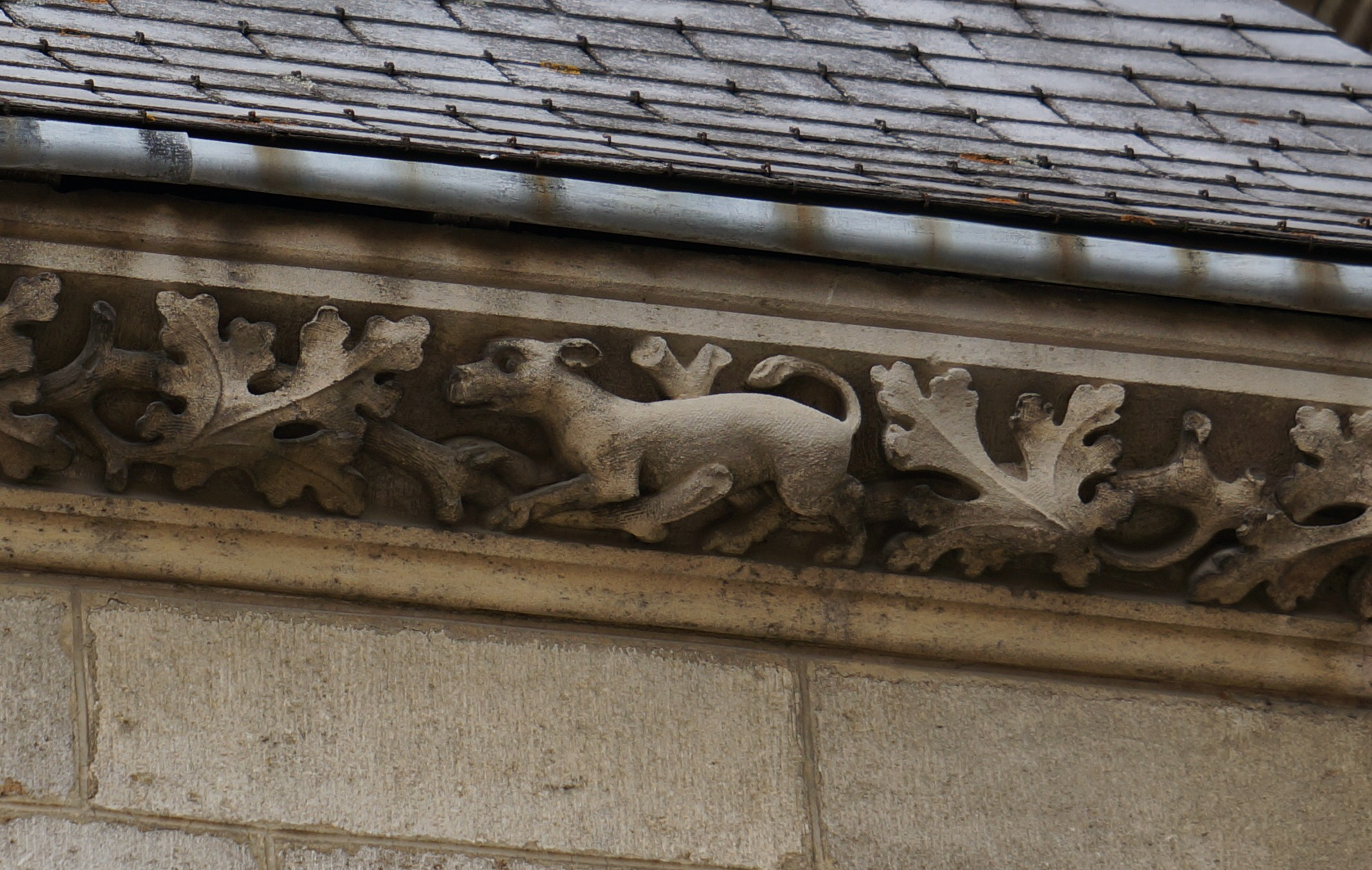
chien.

## En quelques images

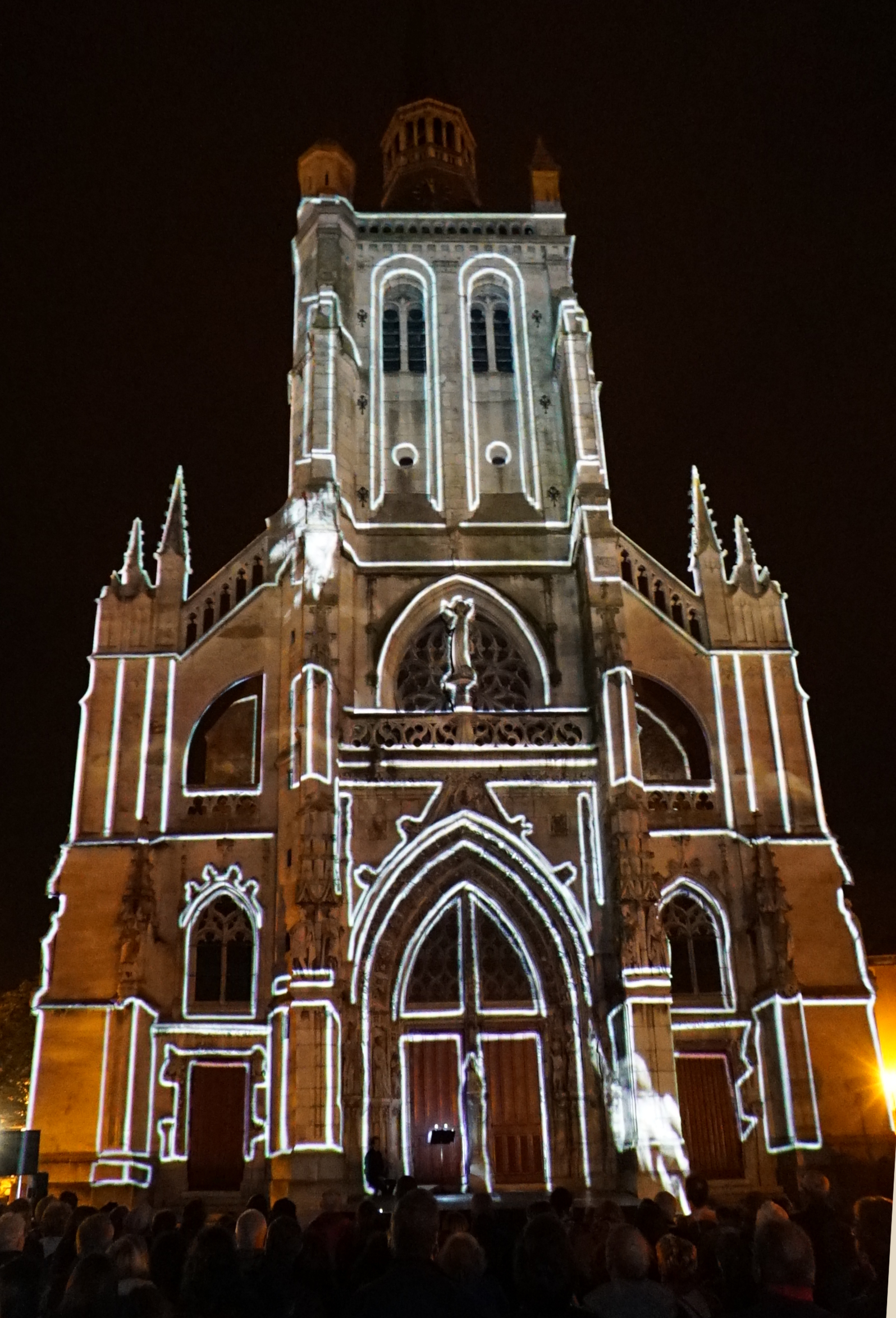
Sa façade comme support de spectacle Henri IV,
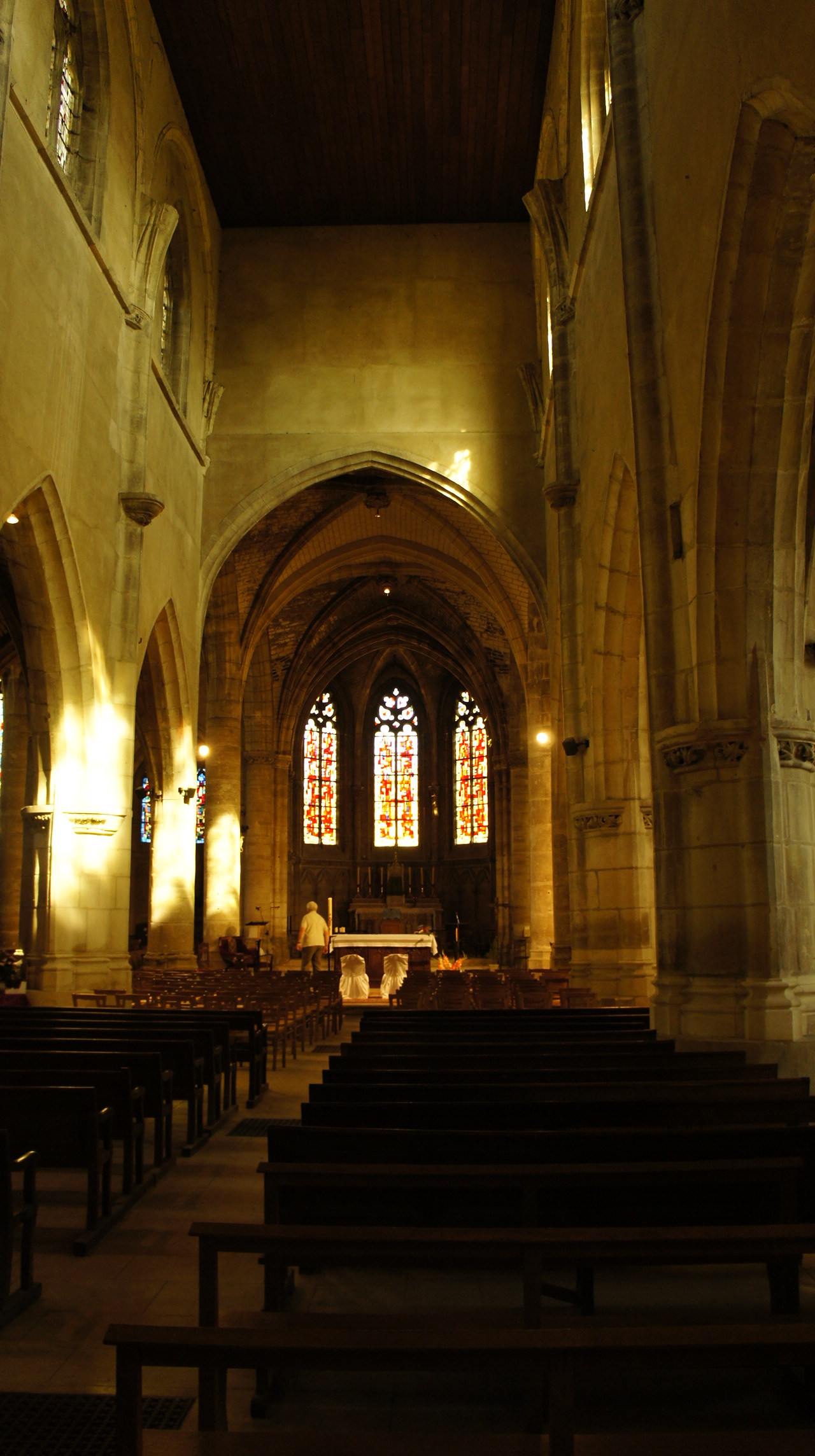
la nef,
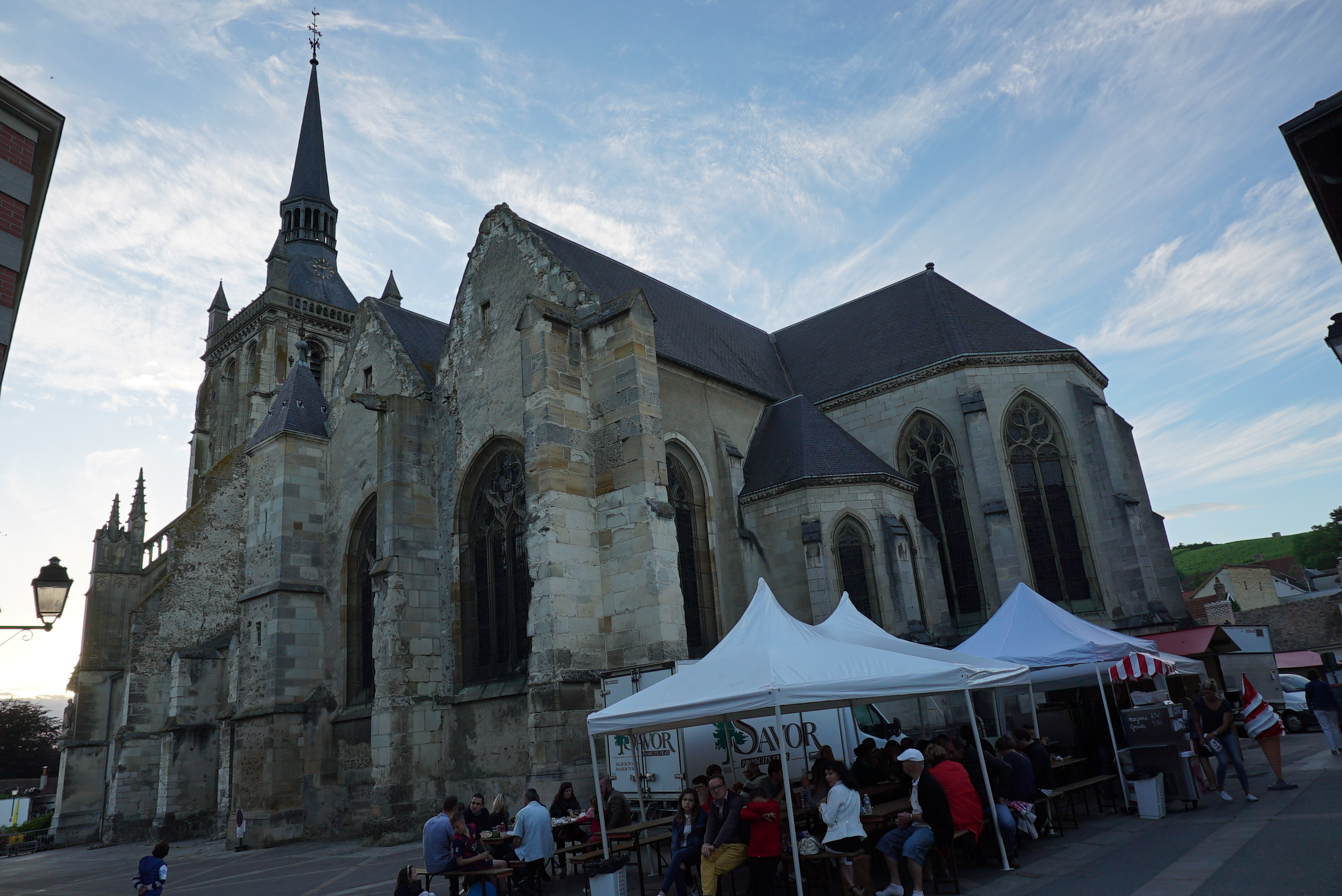
son chevet et sa face sud.